# Thợ săn Alps

Một Garibaldino của Thợ săn Alps, năm 1866

Thợ săn Alps (tiếng Ý: Cacciatori delle Alpi; tiếng Anh: Hunters of the Alps) là một quân đoàn do Giuseppe Garibaldi thành lập ở Cuneo vào ngày 20 tháng 2 năm 1859 để giúp quân đội chính quy của Vương quốc Sardinia giải phóng phần phía Bắc của Bán đảo Ý trong Chiến tranh giành độc lập Ý lần thứ hai.
Đúng như tên gọi của nó, năm trung đoàn tình nguyện của quân đoàn hoạt động trên dãy Alps. Trong số những chiến thắng của họ trong Chiến tranh giành độc lập Ý lần thứ hai năm 1859, có những chiến thắng trước quân Đế quốc Áo tại Varese và Como.
Họ cũng đã tham gia hành động trong Chiến tranh giành độc lập Ý lần thứ ba vào năm 1866, chiến đấu bên phe Vương quốc Phổ chống lại Đế quốc Áo. Nhân dịp này, 40.000 quân tình nguyện đã thể hiện giá trị của mình bằng cách giành chiến thắng quyết định trong Trận Bezzecca (21 tháng 7 năm 1866), và do đó tiến gần đến thị trấn Trento.
Sư đoàn bộ binh số 22 "Cacciatori delle Alpi" trong Chiến tranh Thế giới thứ hai được đặt theo tên của đơn vị này.